# Internazionali di Francia 1950
Gli Internazionali di Francia 1950 (conosciuti oggi come Open di Francia o Roland Garros) sono stati la 49ª edizione degli Internazionali di Francia di tennis. Si sono svolti sui campi in terra rossa dello Stade Roland Garros di Parigi in Francia.
Il singolare maschile è stato vinto da Budge Patty, che si è imposto su Jaroslav Drobný in cinque set col punteggio di 6–1, 6–2, 3–6, 5–7, 7–5. Il singolare femminile è stato vinto da Doris Hart, che ha battuto in tre set Patricia Todd. Nel doppio maschile si sono imposti Bill Talbert e Tony Trabert. Nel doppio femminile hanno trionfato Doris Hart e Shirley Fry. Nel doppio misto la vittoria è andata a Barbara Scofield in coppia con Enrique Morea.

## Seniors

### Singolare maschile
Budge Patty ha battuto in finale  Jaroslav Drobný con il punteggio di 6–1, 6–2, 3–6, 5–7, 7–5.

### Singolare femminile
Doris Hart ha battuto in finale  Patricia Todd con il punteggio di 6–4, 4–6, 6–2.

### Doppio maschile
Bill Talbert /  Tony Trabert hanno battuto in finale  Jaroslav Drobný /  Eric Sturgess con il punteggio di 6–2, 1–6, 10–8, 6–2.

### Doppio Femminile
Doris Hart /  Shirley Fry hanno battuto in finale  Louise Brough Clapp /  Margaret Osborne duPont con il punteggio di 1–6, 7–5, 6–2.

### Doppio Misto
Barbara Scofield /  Enrique Morea hanno vinto la finale per walkover di  Pat Canning Todd /  Bill Talbert.